# 檜町公園

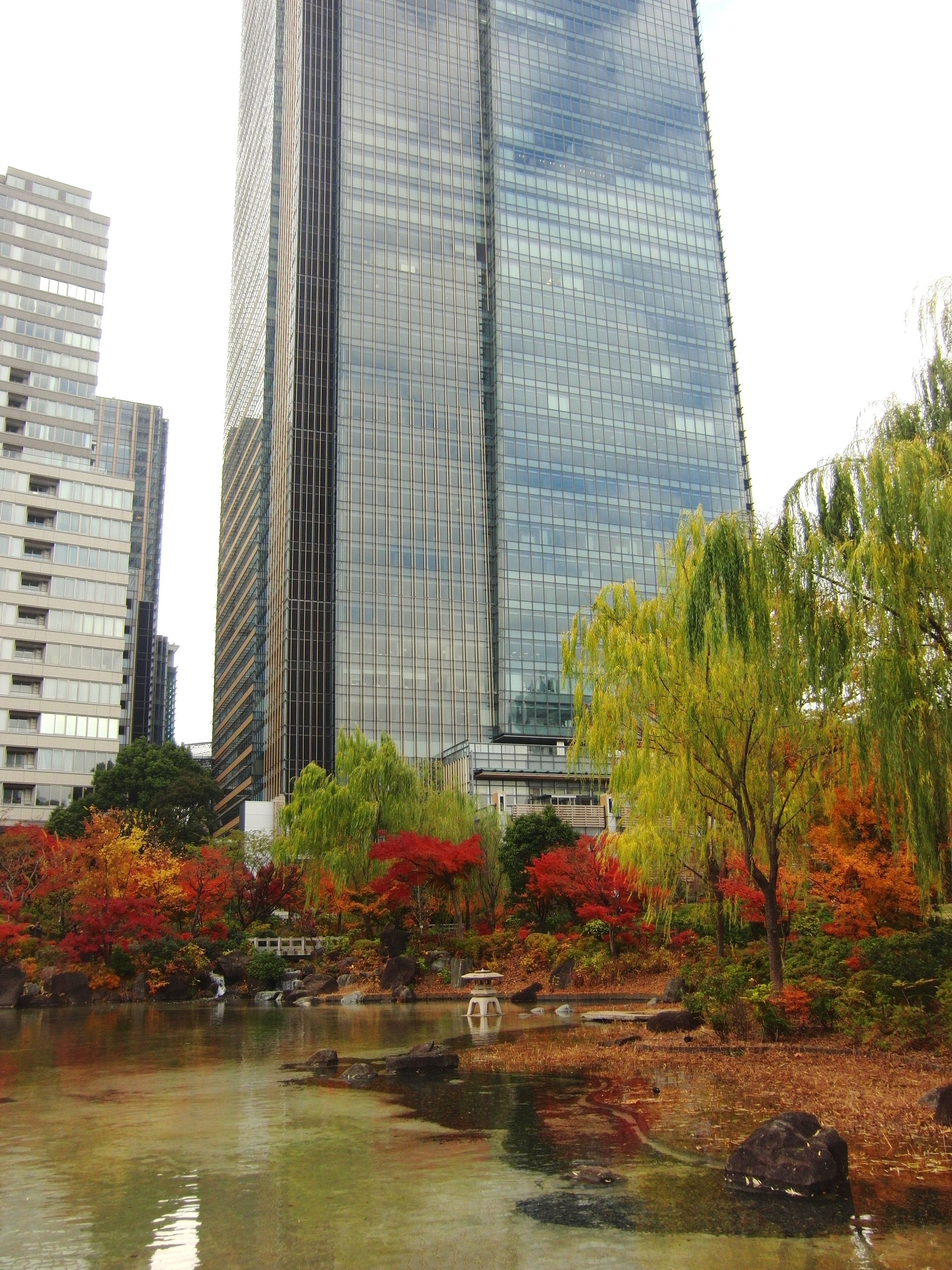
檜町公園内の池。後ろの建物は東京ミッドタウンのミッドタウン・タワー。（2012年12月撮影）

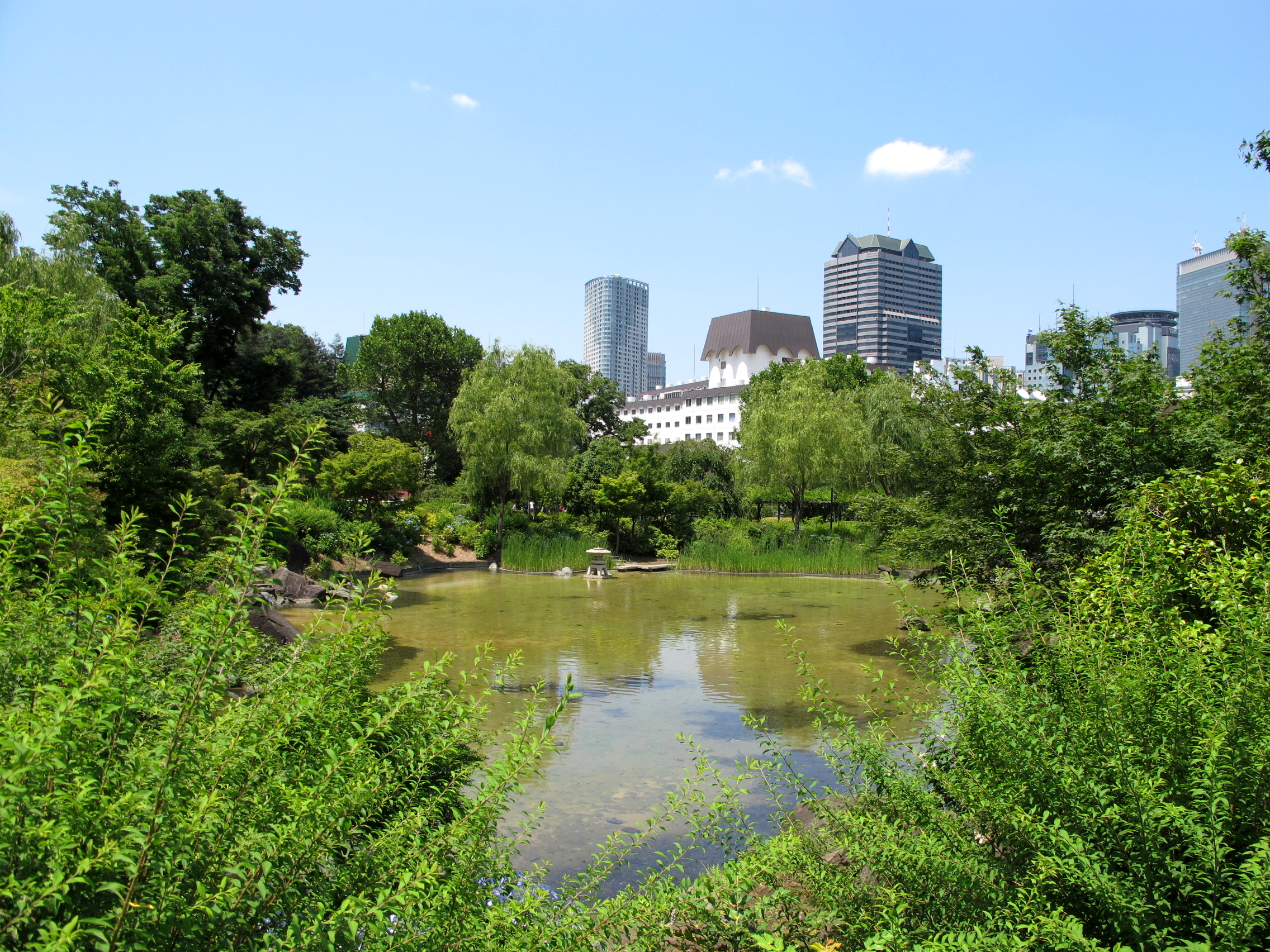
檜町公園内の池

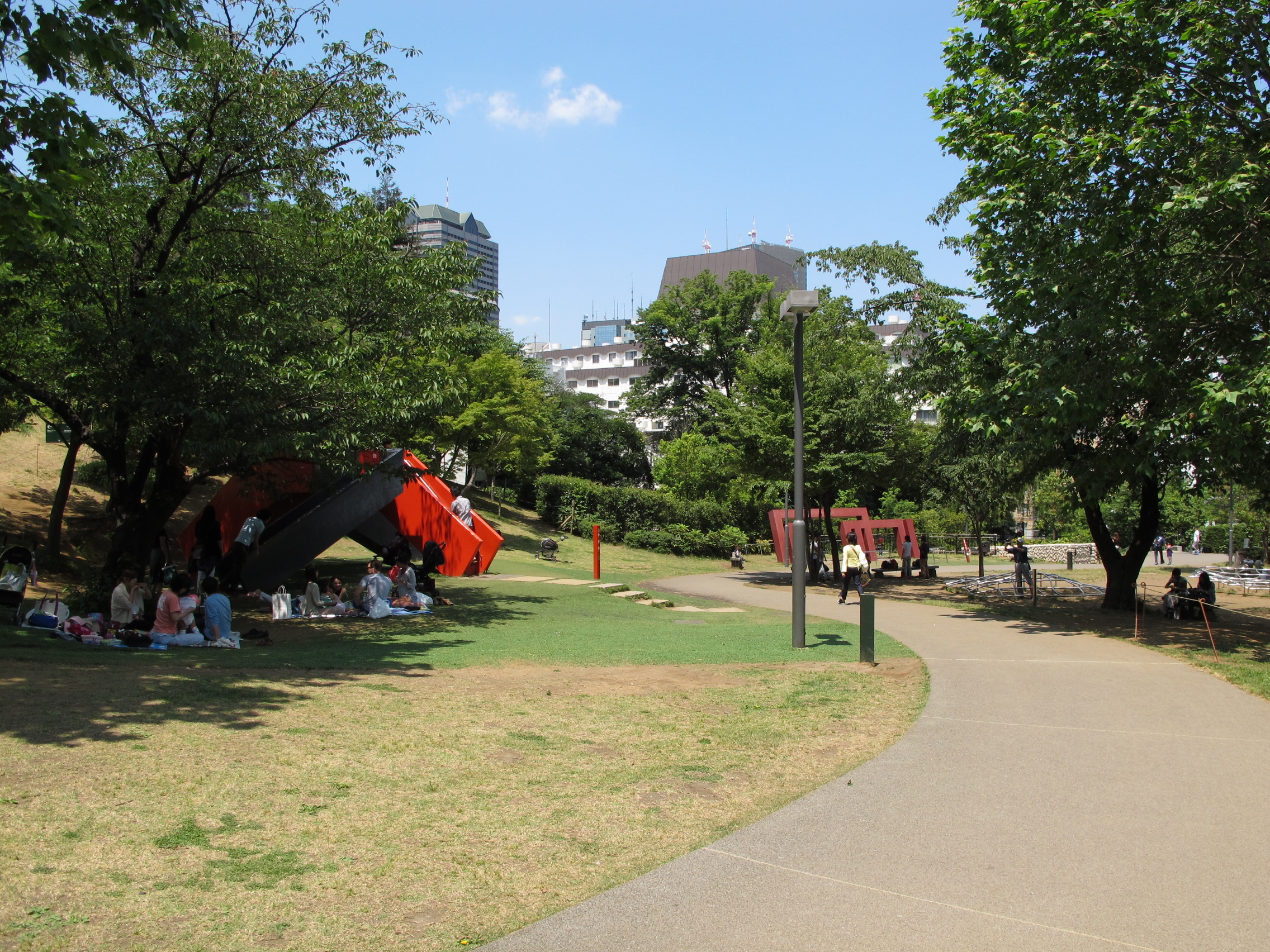
檜町公園

檜町公園（ひのきちょうこうえん）は、東京都港区赤坂にある公園である。港区が設置する都市公園（近隣公園）であり、東京ミッドタウンに隣接する。面積は約14,100m2である。

## 歴史
当地は江戸時代は長州藩・松平大膳大夫（毛利家）の下屋敷があったところで庭園は「清水園」と呼ばれ、江戸の大名屋敷の中でも名園のひとつとして知られていた。また周りに檜の木が多かったことから毛利家の屋敷は「檜屋敷」とも呼ばれ、後の「檜町」という地名の由来にもなった（公園の名もこれに由来する）。
明治時代になり毛利家の屋敷一帯は国の管轄に移り、第1師団歩兵第1連隊の駐屯地となった。第二次大戦後の一時期に米軍の接収を受け、その後敷地の大部分に防衛庁が設置される。残りの部分が檜町公園として整備され1963年に都立公園として開園。1968年に港区に管轄が移された。かつてはデモの集会などにも使われた。当公園は池を中心に遊具などが整った公園であったが、2000年に隣接する防衛庁（現：防衛省）が市谷に転出。その跡地に2007年に東京ミッドタウンが開発されたのを受け、当公園も再整備され景観が大きく変わった。隣のミッドタウン・ガーデン（東京ミッドタウンに付属している芝生広場）との調和が取れた開放的な造りとなった。

## 年表
- 江戸時代 - 毛利家の下屋敷があった。
- 1874年（明治7年） - 一帯が歩兵第一連隊の駐屯地になる。
- 1945年（昭和20年） - 終戦を迎え、米軍に接収される。
- 1957年（昭和32年）12月21日 - 都市計画決定（建設省告示第1689号）[1]。
- 1960年（昭和35年） - 霞ヶ関にあった防衛庁が当地に移転。
- 1963年（昭和38年）7月 - 檜町公園が東京都立公園として開園。
- 1968年（昭和43年）4月 - 管轄が港区に移される。
- 1986年（昭和61年）4月29日 - 右翼活動家中村忠志が持参した時限爆弾を誤爆させ重傷を負う（檜町公園事件）。
- 2000年（平成12年） - 防衛庁が市谷に移転。
- 2007年（平成19年） - 防衛庁跡地に東京ミッドタウンが完成。それにあわせて、檜町公園も再整備される。

## 施設概要
- 所在地:東京都港区赤坂九丁目7番9号

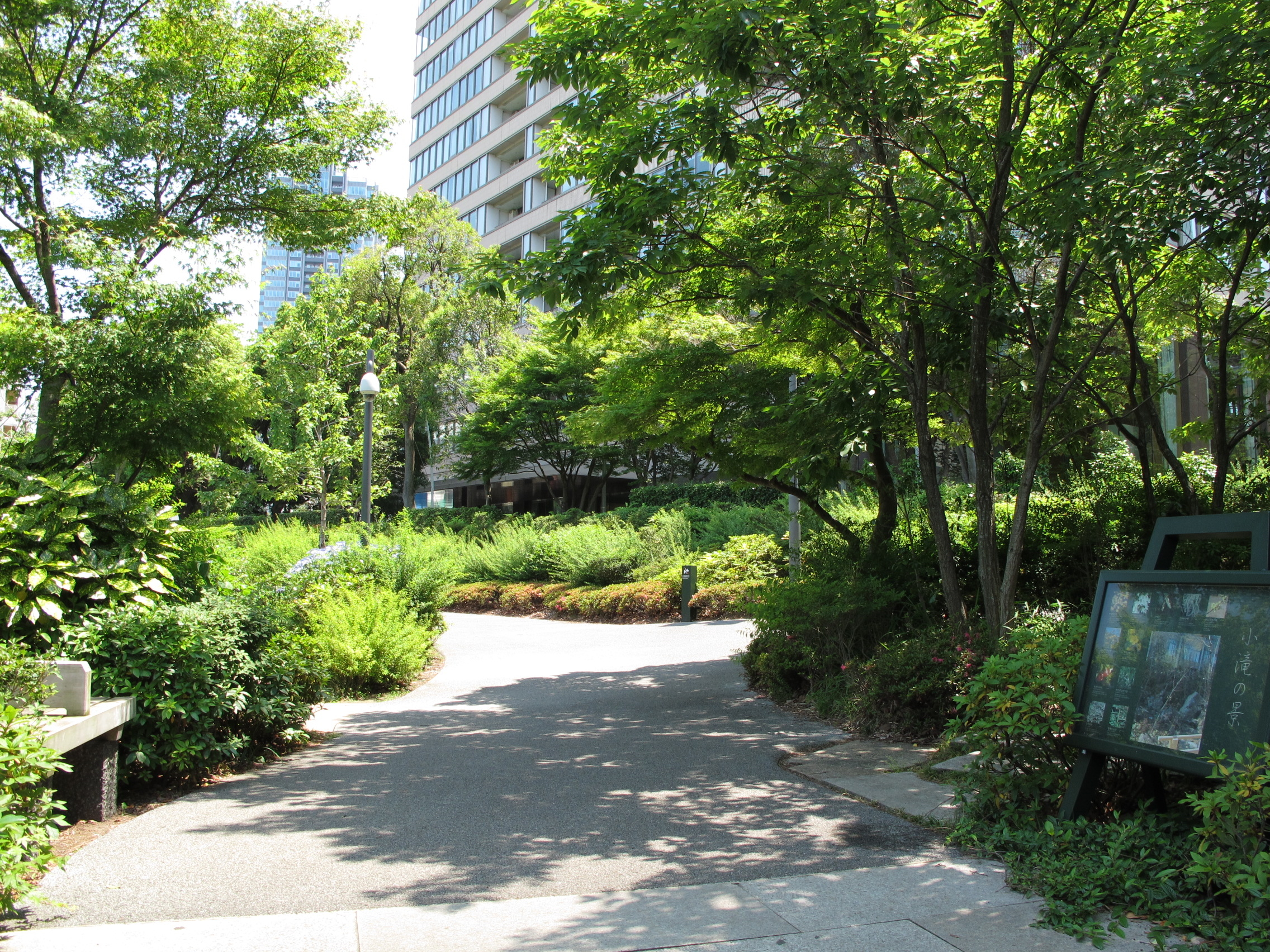
檜町公園

- 面積: 約14,100m2[1]
- 入園料: 無料
- 開園時間: 常時開園（24時間開園しているが、夜間は入口に鎖を掛けて自粛を呼びかけている[2]。）

### アクセス
- 東京メトロ日比谷線・都営大江戸線六本木駅より徒歩3分（東京ミッドタウンの隣）、東京メトロ千代田線乃木坂駅より徒歩4分 、東京メトロ南北線六本木一丁目駅 より徒歩10分
- 駐車場: なし

### 主な施設
- 池
- あずまや
- 「SANJIN やまのかみさま」（すべり台）
- 「FUJIN かぜのかみさま」（ブランコ）
- 「KAIJIN うみのかみさま」（プレイジム）